# Водонга
Водонга (енгл. Wodonga) је град у Викторији. Налази се на страни границе са Новим Јужним Велсом, 300 km (190 mi) североисточно од Мелбурна. Његово становништво је приближно 35.100, а река Мареј је одваја од града у Новом Јужном Велсу, Олбери. Ова два града заједно чине урбано подручје са процењеним бројем становника од 93.603 

## Историја
Основан као царина, са Олберијем на другој страни реке Мари, град је порастао након отварања првог моста 1860. године. Првобитно назван Водонга, његово име је промењено у Белвоир, а касније поново у Водонга. 
Пошта је отворена 1. јуна 1856, иако је била позната као Белвоир до 26. јула 1869. Раније је сматран мање просперитетним него Олебери. Иако је и даље нешто мањи од њега, економски раст у обе области је побољшао такве разлике. 

## Географија

### Клима
Према Кепеновој класификацији климата, Водонга има влажну суптропску климу. Град годишње има око 125,1 ведар дан. 
| Клима Водонга                    | Клима Водонга | Клима Водонга | Клима Водонга | Клима Водонга | Клима Водонга | Клима Водонга | Клима Водонга | Клима Водонга | Клима Водонга | Клима Водонга | Клима Водонга | Клима Водонга | Клима Водонга  |
| Показатељ \ Месец                | .Јан.         | .Феб.         | .Мар.         | .Апр.         | .Мај.         | .Јун.         | .Јул.         | .Авг.         | .Сеп.         | .Окт.         | .Нов.         | .Дец.         | .Год.          |
| -------------------------------- | ------------- | ------------- | ------------- | ------------- | ------------- | ------------- | ------------- | ------------- | ------------- | ------------- | ------------- | ------------- | -------------- |
| Апсолутни максимум, °C (°F)      | 44,1 (111,4)  | 45,4 (113,7)  | 38,8 (101,8)  | 31,6 (88,9)   | 25,4 (77,7)   | 22,9 (73,2)   | 22,1 (71,8)   | 21,9 (71,4)   | 28,3 (82,9)   | 32,8 (91)     | 39,4 (102,9)  | 41,1 (106)    | 45,4 (113,7)   |
| Максимум, °C (°F)                | 31,8 (89,2)   | 31,2 (88,2)   | 28,1 (82,6)   | 22,9 (73,2)   | 16,8 (62,2)   | 14,1 (57,4)   | 12,6 (54,7)   | 14,7 (58,5)   | 18,0 (64,4)   | 21,5 (70,7)   | 25,5 (77,9)   | 28,6 (83,5)   | 22,2 (72)      |
| Минимум, °C (°F)                 | 15,2 (59,4)   | 15,3 (59,5)   | 12,7 (54,9)   | 9,0 (48,2)    | 5,6 (42,1)    | 4,1 (39,4)    | 3,1 (37,6)    | 4,2 (39,6)    | 5,7 (42,3)    | 8,5 (47,3)    | 10,4 (50,7)   | 13,2 (55,8)   | 8,9 (48)       |
| Апсолутни минимум, °C (°F)       | 7,6 (45,7)    | 6,6 (43,9)    | 3,5 (38,3)    | 1,9 (35,4)    | −1,8 (28,8)   | −3,2 (26,2)   | −3,9 (25)     | −2,4 (27,7)   | −1,8 (28,8)   | 0,6 (33,1)    | 1,6 (34,9)    | 5,3 (41,5)    | −3,9 (25)      |
| Количина падавина, mm (in)       | 43,4 (1,709)  | 39,3 (1,547)  | 51,1 (2,012)  | 50,3 (1,98)   | 64,9 (2,555)  | 78,5 (3,091)  | 81,7 (3,217)  | 77,8 (3,063)  | 62,3 (2,453)  | 68,4 (2,693)  | 49,0 (1,929)  | 48,3 (1,902)  | 714,6 (28,134) |
| Дани са падавинама               | 4,7           | 4,2           | 5,6           | 6,5           | 9,1           | 11,5          | 12,8          | 12,3          | 9,7           | 8,9           | 6,4           | 5,6           | 97,3           |
| Поподневна релативна влажност, % | 30            | 32            | 37            | 44            | 58            | 64            | 65            | 59            | 51            | 48            | 39            | 34            | 46,8           |
| Извор:                           |               |               |               |               |               |               |               |               |               |               |               |               |                |

## Влада и политика
Федерална влада
Водонга је у савезној дивизији Индије. Тренутни представник је независна чланица Хелен Хејнс. 
Водонга је у викторијанском изборном округу Бенамбра. Бил Тили из либералне странке изабран је за члана изборног округа Бенамбра на изборима Викторије, новембра 2006. Поново је изабран на изборима за Викторију у новембру 2010. године. 

## Култура
Већина уметничких и позоришних активности у региону одвија се прекогранично; на пример, Позориште HotHouse налази се готово једнако удаљено од градских центара Водонге и Олеберија.
Служба за заједницу је важна за Водонгу, а активности као што су прославе дана Аустралије, божићне песме и приказивање Деда Мраза широм града током празничне сезоне не би биле могуће без клубова. 

### Популарна култура
Леонард Хубард снимио је песму Водонга 1924. године.
Највећа оклагија на свету (наведена у Гинисовој књизи светских рекорда) налази се у Водонги, на врху „Хенријеве пекаре“.

### Спорт
Као и већи део државе Викторија, Водонга има велику и цењену спортску културу. Постоји много спортских терена у околини, а јавност их често посећује. 
У Водонги постоје три аустралијска фудбалска клуба, фудбалски клуб Водонга, Водонга рејдерси и Водонга сејнтси. У региону постоје многи други спортски клубови. Спортисти пореклом из Водонге су Данијел Брадшоу и Фрејзер Гериг. 
Водонга је, такође, дом бројних крикет клубова. Ту спадају Водонга булдог и Водонга рејдерси.
Бициклистички клуб Олбери Водонга одржава клупске трке већину викенда, део је интерклуба Риверина и домаћин је годишњег меморијалног Џона Вудмана.
Водонга има два рагби лигашка клуба под називом Водонга Олуја и Водонга Вомбати. 
Водонгин тениски центар је највећи тениски комплекс у Аустралији и укључује не само тенис, већ и крокет и куглање на трави. Центар има 32 терена са природноом травом, 8 терена са синтетичком травом са лампама за ноћну употребу и 10 терена са лампама за ноћну употребу.

## Економија и инфраструктура

### Индустрија
Главне секундарне индустрије са седиштем у Водонги укључују дистрибуцију логистике, велико тржиште стоке, фабрику хране за кућне љубимце, фабрику конзерви, фабрику картонских кутија, произвођача хидрауличних црева, кланица, ливница, произвођач полипропиленског филма, произвођач бетонских цеви и стубова и произвођач трансформатора, као и низ других мања предузећа. Такође, служи као централна тачка за пружање државних услуга околном региону. 
У њему се налази аустралијско корпоративно седиште компаније Марс. Водонга је место логистичке базе аустралијске војске и центра за обуку техничких шегрта, Центра за логистичку обуку војске, који се налази у касарнама. Такође је студентски град универзитета La Trobe и института Водонга. 
Покушано је да се градови Олбери и Водонга повежу.

### Медији

#### Штампа
Дневни таблоид у власништву Fairfax Media, The Border Mail, штампан је у Водонги. Гранична пошта има канцеларије у Олбери и Водонги. 

#### Телевизија
Водонга је део телевизијског тржишта Олбери-Водонга и има приступ свим главним ТВ мрежама. Два телевизијска билтена са локалним садржајем нуде се у Олбери-Водонги и окружењу. 

#### Радио
Постоје три комерцијалне радио станице које емитују програм у Водонги са седиштем у Олбери. Занимљиво је да је Хит ФМ мрежа југоистока програмирана изван центра Олбери-Водонга, одлазећи у центре око Новог Јужног Велса, Викторије, Тасманије и у Јужну Аустралију. Емитује се из исте зграде као и Triple M The Border, која је такође повезана са локалним станицама око Новог Јужног Велса, Викторије, Тасманије и Јужне Аустралије. 
Олбери-Водонга је једно радио тржиште, па су огласи усмерени на обе стране. Тржиште Олбери-Водонга претрпело је значајне промене 2005. године. Због закона о власништву над више медија који спречавају власништво над више од две станице на једном тржишту, Macquarie је морао да прода једну од ових станица, септембра 2005. 
Постоји и радио станица у заједници позната као 2REM 107.3 FM. Радио-станица Олбери-Водонга емитује велики број специјалних програма, укључујући програме за пензионере, етничке и староседелачке заједнице током целог дана и низ музичких стилова, укључујући независне уметнике, од 20:00 па надаље.

### Транспорт
Железничка станица Водонга налази се на линијама Мелбурн – Олбери и Мелбурн – Сиднеј (иако линија Мелбурн – Сиднеј не стаје на Водонги). Нова линија званично је отворена крајем 2010. године, за коју је град одржао прославу за последњи комерцијални путнички воз који је прошао кроз центар града. Ова линија је одвела железничку мрежу од центра града (и уклонила пружни прелаз), а уместо тога изграђена је нова станица и пруга је сада на мосту до станице Олбери. 
Водонга се налази на споју аутопута Хуме (главна рута од Мелбурна до Сиднеја) и аутопута Мареј (који прати јужну обалу реке Мареј). 
Локални јавни превоз обезбеђују Dysons који возе аутобусе на бројним линијама како унутар Водонге, тако и до Олберија. Аутобуске услуге су углавном ретке, а употреба јавног превоза у Водонги је врло ниска. Постоје и велике аутобуске линије до главних градова. 
У Водонги постоји свеобухватна мрежа бициклистичких стаза. 
Аеродром Олбери, који обезбеђује редовне приградске летове за Мелбурн и Сиднеј, удаљен је кратком вожњом од Водонге. 

## Образовање
Од 2006. године, три владине средње школе спојиле су се и формирале виши колеџ за 10, 11 и 12 година, познат као Виши секундарни колеџ Водонге, и школу за 7, 8 и 9 година, познату као Колеџ средњих година Водонге. Некадашње 3 јавне средње школе у Водонги биле су гимназија Водонга, Секундарни колеџ Мичел и Секундарни колеџ Западна Водонга. Средња школа Водонга прославила је 2005. свој 50. рођендан. 
Приватне школе у Водонги укључују међу многима и католички колеџ Водонга и основну школу Светог Фрање Асишког.
Више образовање пружају Водонга институт и Универзитет Ла Тробе. Регионални студентски град Водонга на Универзитету Ла Тробе основан је 1991. године и пружа курсеве из образовања, здравствених наука, биологије и пословања. 
У Водонги је такође и школа која пружа образовне услуге са нагласком на сценској уметности и савременој циркуској обуци. Године 2003. разарајући пожар уништио је школске објекте у тадашњој средњој школи Водонга. 